# 山口県道206号湯田停車場線
山口県道206号湯田停車場線（やまぐちけんどう206ごう ゆだていしゃじょうせん）は、山口県山口市を通る一般県道である。

## 概要
山口市今井町から山口市葵1丁目に至る。

### 路線データ
- 起点：山口市今井町（JR西日本山口線 湯田温泉駅前）
- 終点：山口市葵1丁目（下湯田交差点、山口県道200号陶湯田線上、山口県道204号宮野大歳線交点）

## 歴史
- 1958年（昭和33年）10月1日 - 山口県告示第644号の2により認定される。
- 1972年（昭和47年）頃 - 現行の県道番号に変更される。

## 路線状況

### 重複区間
- 山口県道200号陶湯田線（山口市若宮町 - 山口市葵1丁目・下湯田交差点（終点））

## 地理

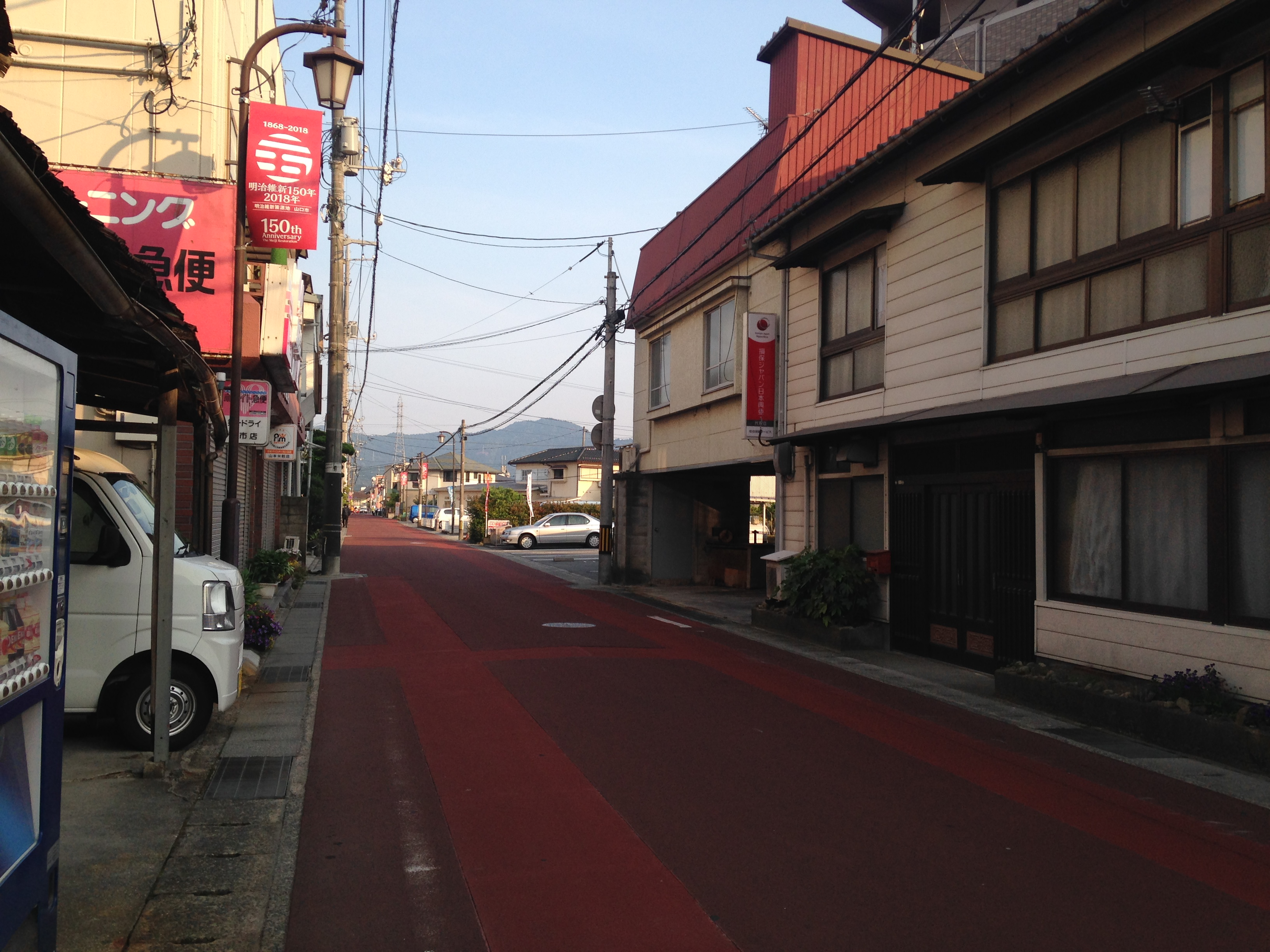
井上公園付近（奥は湯田温泉駅方面）

### 通過する自治体
- 山口市

### 交差する道路
| 交差する道路                                               | 交差する場所 | 交差する場所        |
| ---------------------------------------------------------- | ------------ | ------------------- |
| 山口県道200号陶湯田線 重複区間起点                         | 若宮町       |                     |
| 山口県道200号陶湯田線 重複区間終点 山口県道204号宮野大歳線 | 葵1丁目      | 下湯田交差点 / 終点 |

### 沿線
- JR西日本山口線 湯田温泉駅
- 湯田温泉
- 井上公園